# Agustín Justo de la Vega
Agustín Justo de la Vega (La Rioja, Virreinato del Río de la Plata, 28 de agosto de 1805 - La Rioja, Argentina, 1 de septiembre de 1879) fue un abogado y político argentino, quien se desempeñó como ministro de Hacienda durante la presidencia de Justo José de Urquiza; además, fue gobernador de la provincia de Tucumán.

## Infancia y juventud
Agustín Justo de la Vega nació el 28 de agosto de 1805 en la ciudad de La Rioja, hijo de Manuel de la Vega y Antonia Granillo. Realizó sus estudios universitarios en la ciudad de Córdoba, recibiéndose de abogado en Facultad de Derecho de la Universidad Nacional de Córdoba. Posteriormente regresó a La Rioja para ejercer su profesión.

## Trayectoria pública y política
Se trasladó a Tucumán en 1851, defendiendo a varios militares que se habían adherido al Pronunciamiento de Justo José de Urquiza, el cual tuvo lugar el 1 de mayo de aquel año. En aquella ocasión, de la Vega se presentó, junto a Salustiano Zavalía, ante el gobernador Celedonio Gutiérrez, pidiéndole que no fusilase a los jefes Juan C. Álvarez, Mariano Villagrá y Manuel Guerra; sin embargo, no pudieron evitar los fusilamientos.

### Senador y ministro
Hacia 1855, Agustín Justo de la Vega representó a la provincia de Tucumán en el Congreso de la Confederación, desempeñándose como senador. Estuvo presente en la apertura de las sesiones, el 25 de mayo, junto a otros políticos, como Pascual Echagüe (por Catamarca), Benjamín Villafañe (por Jujuy), Diógenes J. de Urquiza, Uladislao Frías, Mateo Luque, Avelino Ferreira y Saturnino Laspiur, entre otros. De ellos, Justo José de Urquiza le dijo a Benjamín Victorica, que el personal de estas cámaras es brillante y hay en todos un espíritu de patriotismo altamente recomendable que nos dará los más prósperos resultados.
Hacia junio de 1856, el Senado de la Confederación interpeló a Juan del Campillo, quien se desempeñaba al frente del Ministerio de Hacienda; el hecho provocó la renuncia del Campillo, el 2 de aquel mes, quien fue designado para la cartera de Instrucción Pública. En su lugar, Urquiza designó interinamente a de la Vega, quien se desempeñaba como senador. El 18 de abril de 1857, de la Vega fue reemplazado por Elías Bedoya.

### Gobernador de Tucumán
Agustín Justo de la Vega asumió como gobernador de la provincia de Tucumán el 4 de noviembre de 1856, sucediendo al general Anselmo Rojo; dos días más tarde, se juró la constitución provincial. Su gobierno se caracterizó por una gran cantidad de obra pública, entre la que se destaca la construcción de los edificios del Cabildo, del hospital, del colegio San Martín, de los corrales públicos, de la policía, del cuartel, de la cárcel, del panteón, de la acequia de la Patria y del camino de la Banda;[cita requerida] entre sus ministros se destacaron las figuras de Eusebio Rodríguez y de Uladislao Frías. De la Vega concluyó su mandato el 8 de marzo de 1858, día en el que renunció; fue sucedido por Marcos Paz.
De la Vega vivió, al igual que Marco y Nicolás Avellaneda y el gobernador Juan Manuel Terán, en la vieja casona donde actualmente se encuentra el Museo Histórico Casa de Avellaneda, uno de los centros de la vida social tucumana.

### Senador y juez federal
Tras renunciar a su cargo, de la Vega fue elegido senador nacional por Tucumán hasta 1861; paralelamente, hacia 1860, fue miembro del Tribunal de Justicia de Tucumán. En 1863, asumió nuevamente el cargo de senador por Tucumán, con Marcos Paz desempeñándose como presidente del Senado; sin embargo, de la Vega renunció al año siguiente, en 1863, para ocupar el cargo de juez federal en Tucumán, siendo el primero en hacerlo en aquella provincia.
A fines de enero de 1866, el ministro de Justicia, Culto e Instrucción Pública, Eduardo Costa, le solicitó a los jueces federales de las provincias que le enviasen las causas tramitadas en cada juzgado provincial. Como juez federal, de la Vega hizo lo propio en la provincia de Tucumán, mediante una carta enviada el 20 de febrero desde la capital provincial. En ella, le informaba que entre el 1 de abril y el 31 de diciembre de 1865 el Juzgado Nacional de Sección Tucumán había tramitado doce causas civiles (nueve tramitadas y tres pendientes) y dos criminales (una tramitada, por falsificación de moneda, y otra pendiente, por injurias).

### Docente y fallecimiento
En 1875, el gobierno de la provincia de Tucumán creó la Facultad de Jurisprudencia y Ciencias Políticas, antecedente de la actual Facultad de Derecho de la Universidad Nacional de Tucumán; su creación fue impulsada por Arsenio Granillo, un abogado riojano. Para enseñar en ella se contrataron a prestigiosos abogados para que trabajasen como profesores, entre los que se encontraban Juan Manuel Terán, Miguel Nougués, Granillo, Ángel Gordillo, Ignacio Lobo y el propio de la Vega. Sin embargo, la institución fue cerrada al poco tiempo, en abril de 1882. Agustín Justo de la Vega falleció el 1 de septiembre de 1879.

## Homenajes
En el barrio Villa Alem de la ciudad de San Miguel de Tucumán existe una escuela que lleva su nombre en su honor.
En calle Florida 663 (entre Buenos Aires y Chacabuco).